# Osicryptus hirsutus
Osicryptus hirsutus är en kräftdjursart som beskrevs av Schultz 1977. Osicryptus hirsutus ingår i släktet Osicryptus, ordningen gråsuggor och tånglöss, klassen storkräftor, fylumet leddjur och riket djur.
Artens utbredningsområde är Södra Ishavet. Inga underarter finns listade i Catalogue of Life.